# 伊集院光のしんばんぐみ
伊集院光のしんばんぐみ（いじゅういんひかるのしんばんぐみ）は、2009年4月10日から10月2日まで放送されていた日本BS放送（BS11デジタル）のテレビ番組。

## 放送時間
本放送
- 毎週木曜（金曜未明）24:00 - 24:25（2009年4月10日 - 10月2日）

## 概要
- 2008年10月2日から2009年4月3日まで放送された『伊集院光のばんぐみ』の新シリーズとしてスタート。

- 毎月、2週を新作（『〜しんばんぐみ』）放送に充て、それ以外の週はその月に行われた『〜しんばんぐみ』の企画の再放送という編成、月が第5週の場合はその月の第2週に放送されたものが放送される。

- 伊集院がパーソナリティを務めるTBSラジオの番組『深夜の馬鹿力』内で、予算が底をついたためまた半年で最終回を迎えることが発表され、2009年10月2日をもって終了となった。その後は『伊集院光わーるど傑作選』という『ばんぐみ』時代の傑作選が再放送される枠になっていたが同年12月をもって終了となった。
- 『しんばんぐみ』からは伊集院光が自ら編集を行って放送していることを自身のラジオ番組『深夜の馬鹿力』内で発言している。これはDVDでも同様である。
- 『〜ばんぐみ』の冒頭とEDはアンモナイトがロゴとして表示されたが、『〜しんばんぐみ』のOPはティラノサウルスの化石（アンモナイトに代わる番組ロゴマーク）がアンモナイトのロゴが映ったテレビを抱えて街中を歩くものになっている。BGMは『〜ばんぐみ』の企画で作られた「ばんぐみテーマソング」の1番が使われている。

## 企画

### 新レギュラーオーディション（裏オーディション）
- 4月放送の企画。『〜しんばんぐみ』第1回目の企画。『〜しんばんぐみ』から新しく加入するレギュラーメンバーをオーディション。予め伊集院が予備審査を行い、そこで最終候補に残った芸人・タレントを『〜ばんぐみ』で活躍した現レギュラー陣が審査員役となって審査する。
- 審査員は各自、オーディション参加者の中から、「2ポイント」「1ポイント」「-1ポイント」の3種類のポイントを与えたい人各1名ずつ選んで投票。最終的に獲得ポイントが最も多かった候補者が新レギュラーとなる。
- しかし現レギュラー陣には内緒で最終候補者側も現レギュラー陣を審査しており（同様のポイント制、真のメイン企画）、彼らの中で最も獲得ポイントが少なかった1名はクビとなる。

#### 出演者
- 桐畑トール（ほたるゲンジ）
- 浜ロン
- サードメン高橋
- 田代32
- のり（オテンキ）
- 田代さやか
- 白鳥久美子（たんぽぽ）
- かねきよ勝則（新宿カウボーイ）
- 桜井宗忠（スカイラブハリケーン）
- 上地春奈（キャラメルクラッチ）
- 菰岡真実（めっちぇん）
- 福井未菜
- 河野和男（ヒットマン）
- 石川勇樹（ザクマシンガン）
- ドラマチック貞（スーパースター）

### お前伊集院じゃね?ゲーム
- 5月放送の企画。まんが喫茶（マンボー新宿南口店）を舞台にYahoo!メッセンジャーを使用して、伊集院を含めた6組の参加者がブースに入り、全員匿名（ijuin01〜06）でチャットを行う。プレイヤーはスタッフから出される質問に「伊集院光になりきって」答えを書き込んで対話を行う。この時「伊集院本人」は、質問に対して嘘を書いてはいけない。次にijuin01から順番に、他のメンバー全員の質問（先程の回答を追求するので、回答者は質問に対し上手な回答をしなければならない）を受け、その中から好きな質問を選び解答。全員分の質問及び回答が終わったら、参加者は本物だと思う伊集院を一斉に指名。伊集院本人は参加者になりすましながら、「最も一番自分っぽい」参加者を指名。
- 本物の伊集院光を当てると3ポイント獲得。本物の伊集院光に「本物以上」と認められれば、「ベスト伊集院賞」として2ポイント獲得。他の参加者を騙して伊集院光だと指名させれば、「なりきり賞」としてその人数1人につき1ポイントが加算される。
- 全3回戦。1位の参加者は勝ち抜け、2位以下の参加者は伊集院を含めてチャットルームで罰ゲーム。
- 罰ゲームは、最下位以外の参加者及び伊集院が回答側、最下位の参加者が指名側にそれぞれ分かれ、指名側（ijuin01）は、回答側（ijuin02〜05）に3つの質問を出題し、回答側はそれに答える。これを行った後、指名側が4組の中から伊集院ではないという人を番号で指名して、その番号の人をビンタ。これを、伊集院をビンタしてしまうか、見事伊集院を避けて伊集院になりすましていた参加者全員をビンタするまで続ける。

#### 出演者
- 田代32:伊集院交遊歴7年
- のり（オテンキ）:伊集院交遊歴6年
- GO（オテンキ）:伊集院交遊歴6年
- 浜ロン:伊集院交遊歴4年半
- サードメン高橋:伊集院交遊歴4年半
- かねきよ勝則（新宿カウボーイ）:伊集院交遊歴飲み会1回

### アクトレスが泣くのです!選手権
- 6月、7月放送の企画。ホリプロ所属の女優6名が「いつなんどき何があっても泣けるのか?」を競う企画。女優たちには「泣く」演技を試す競技がドラマ仕立てで1回戦ごとに行われるが、それぞれの設定には伊集院と若手芸人たちが「泣くのを邪魔する仕掛け」を用意している。全3回戦。

#### 出演者
- サードメン高橋
- イマニヤスヒサ
- のり（オテンキ）
- GO（オテンキ）
- かねきよ勝則（新宿カウボーイ）
- 堀越のり
- 田代さやか
- 白鳥久美子（たんぽぽ）
- ユリサ
- 緑友利恵
- 福井未菜

### ジオラマでパラダイスを作ろう
- 8月放送の企画。箱庭療法で若手芸人たちの心理分析を行う企画。前編は若手芸人に「ジオラマでパラダイスを作ろう」という企画と偽って行い、後半は何にも知らない若手芸人たちにいきなり箱庭療法の先生を紹介して箱庭療法を行った。また、後半に登場したオテンキの江波戸は「箱庭療法のやり方がわかった」ということで箱庭療法の先生から診断は受けられずに伊集院光流の箱庭療法が行われた。

#### 出演者
- のり（オテンキ）
- GO（オテンキ）
- 江波戸邦昌（オテンキ）
- 白鳥久美子（たんぽぽ）
- 川村エミコ（たんぽぽ）
- ユリサ

### 夢にときめけ仲間を疑え 草野球芸人対抗連係プレー選手権
- 9月放送企画。12人の若手芸人が、ポジション抽選会を行い、くじに書かれたポジション（ノッカー、ファースト、セカンド、サード、ショート、控え4人。野球未経験者のオテンキは後述）に分かれて、ダブルプレー完成に挑戦。ノッカーが内野ゴロを打ち、10球中1回でも成功させれば番組タイアップしてもらった餃子の王将から10万円分のお食事券が贈られる。
- しかし、ポジションを決めるくじの中には2つだけ、「あなたは（ポジション）です。あなたはスパイです。相棒は（ポジション）です。」と、守備位置以外にスパイである事ともう1人のスパイの守備位置が書かれており、このくじを引いた2人は、ダブルプレーを完成させないようにこっそりと守備の足を引っ張りダブルプレーを阻止する（誰がスパイかを知っているのはオテンキとスパイ2人の5人のみ）。スパイは10球以内にダブルプレーを完成させなければお食事券獲得。
- オテンキの3人は、ランナーとして参加（スパイ側の扱い）。1塁→2塁の一塁ランナーは走る速さは普通な江波戸が、本塁→1塁（ノッカーが打球を打つと同時にスタート）のバッターランナーは俊足であるGOがそれぞれ担当して、ゲッツーを阻止する。しかし、10球中3回は「代走俺!チャンス」と称して、鈍足なのりがGOに代わってランナーを務めなければいけない（出るタイミングはのりが任意で決められる）。
- 1プレイ（ダブルプレーが上手くいかなかった場合）毎に、マウンド上に集まり、「不信任投票」を挙手制で行い、スパイだと思われる人物を排除出来る。排除した場合は、同様の投票で、控え4人の中から空いたポジションに代わりに入る人を補充。スパイである人物が分からない、あるいは居ないと判断すれば排除・補充しなくても良い。
- ショート→セカンドといった同一人物のコンバートは出来ず、一旦ベンチに下げる必要がある。[1]
- ダブルプレーは3人（4-6-3、5-4-3、6-4-3のいずれかのパターン）で完成させなければならない。[1]

#### 出演者
- 桐畑トール:捕球のうまさB、肩の良さB、ノックのうまさB、ハートの強さA
- 田代32:捕球のうまさB、肩の良さC、ノックのうまさA、ハートの強さC
- サードメン高橋:捕球のうまさC、肩の良さA、ノックのうまさC、ハートの強さB
- イマニヤスヒサ:捕球のうまさ?、肩の良さ?、ノックのうまさ?、ハートの強さ?
- 河野和男（ヒットマン）:捕球のうまさB、肩の良さB、ノックのうまさA、ハートの強さB
- 森脇優雅:捕球のうまさC、肩の良さA、ノックのうまさC、ハートの強さA
- おぐ（ロビンフット）:捕球のうまさB、肩の良さB、ノックのうまさB、ハートの強さB
- さいとうてつや（ザ・テガタナーズ）:捕球のうまさA、肩の良さA、ノックのうまさB、ハートの強さC
- 龍勝:捕球のうまさA、肩の良さC、ノックのうまさB、ハートの強さB
- 江波戸邦昌（オテンキ）:走力B
- GO（オテンキ）:走力S
- のり（オテンキ）:走力F

## エンディングテーマ
前述通りすべてキングレコード所属のアーティストがエンディングテーマとなっている。
2009年
- 植村花菜「BLESS」（4月度）
- MAY'S「I WISH」（5月度）
- AKB48「涙サプライズ!」（6月度）
- クレンチ&ブリスタ「Alone～君に伝えたくて～with MAYO～」（7月度）
- AKB48「言い訳Maybe」（8月、9月度）

## DVD
「伊集院光のしんばんぐみ」で放送されたDVDに関して記述する。「伊集院光のばんぐみ」で放送されてDVD化したものは伊集院光のばんぐみDVDの項目を参照。
- 伊集院光のでぃーぶいでぃー 〜アクトレスが泣くのです選手権の巻（2009年9月16日発売）ポニーキャニオン
- 伊集院光のでぃーぶいでぃー 〜箱庭カウンセリングの巻（2009年10月21日発売）ポニーキャニオン
- 伊集院光のでぃーぶいでぃー 〜夢にときめけ仲間を疑え草野球芸人対抗連係プレー選手権の巻 （2009年11月18日発売）ポニーキャニオン

## スタッフ
- 企画・構成・演出:伊集院光
- 技術
  - CAM:高原晃太郎
  - VE:善方光一
- 音効:高島慎太郎
- 編集:國澤克友
- MA:矢内康公
- メイク:真知子
- AD:黒羽晃成
- ディレクター:ウエダダイスケ、清水彰介、松本真樹
- 監修:城間康男
- プロデューサー:磯ヶ谷好章（日本BS放送）、斉藤良（日本BS放送）、堤智志
- 製作著作:日本BS放送、ホリプロ